# Dyskografia Placebo
Dyskografia brytyjskiego zespołu Placebo, grającego rock alternatywny, założonego w 1994 w Londynie przez Briana Molko i Stefana Olsdala.

## Albumy

### Albumy studyjne
| 1996                           | Placebo - Data: 16 lipca 1996 - Wydawca: Hut Records                        | 5  | –  | 50 | –  | –  | –  | –  | –  | –  | –  | –   | –  | –  | - UK: platynowa płyta - FRA: platynowa płyta                                                  |  |  |  |  |
| 1998                           | Without You I’m Nothing - Data: 12 października 1998 - Wydawca: Hut Records | 7  | 65 | 7  | –  | –  | –  | 14 | 43 | 15 | 95 | –   | 55 | 26 | - UK: platynowa płyta - AUS: platynowa płyta                                                  |  |  |  |  |
| 2000                           | Black Market Music - Data: 9 października 2000 - Wydawca: Hut Records       | 6  | 28 | 1  | 24 | 27 | 17 | 18 | 7  | 22 | 15 | –   | 4  | 10 | - UK: złota płyta - AUS: złota płyta - GER: złota płyta - SWI: złota płyta                    |  |  |  |  |
| 2003                           | Sleeping with Ghosts - Data: 24 marca 2003 - Wydawca: Hut Records           | 11 | 19 | 1  | 14 | 10 | 14 | 11 | 6  | 37 | 3  | –   | 2  | 4  | - UK: złota płyta - AUS: złota płyta - SWI: złota płyta - GER: złota płyta - AUT: złota płyta |  |  |  |  |
| 2006                           | Meds - Data: 13 marca 2006 - Wydawca: Virgin Records                        | 7  | 10 | 1  | 3  | 30 | 33 | 4  | 1  | 24 | 1  | 180 | 2  | 1  | - UK: złota płyta - AUT: złota płyta - GER: platynowa płyta - SWI: platynowa płyta            |  |  |  |  |
| 2009                           | Battle for the Sun - Data: 8 czerwca 2009 - Wydawca: PIAS Recordings        | 8  | 5  | 1  | 2  | 23 | 9  | 8  | 1  | 14 | 1  | 51  | 1  | 1  | - UK: srebrna płyta - GER: złota płyta                                                        |  |  |  |  |
| 2013                           | Loud Like Love - Data: 13 września 2013 - Wydawca: Universal Music          | 13 | 7  | 3  | 22 | 12 | –  | 9  | 2  | 31 | 1  | 98  | 3  | 1  | - AUT: złota płyta - GER: złota płyta                                                         |  |  |  |  |
| 2022                           | Never Let Me Go - Data: 25 marca 2022 - Wydawca: So Recordings              |    |    |    |    |    |    |    |    |    |    |     |    |    |                                                                                               |  |  |  |  |
| „–” pozycja nie była notowana. |                                                                             |    |    |    |    |    |    |    |    |    |    |     |    |    |                                                                                               |  |  |  |  |

### Kompilacje
| 2003                           | Covers - Data: 22 września 2003 - Wydawca: Virgin Records                     | – | –  | –  | – | –  | – | –  | – |                                      |
| 2004                           | Once More with Feeling - Data: 25 października 2004 - Wydawca: Virgin Records | 8 | 66 | 30 | 8 | 33 | 4 | 14 | 5 | - UK: złota płyta - GER: złota płyta |
| 2009                           | B-Sides: 1996–2006 - Data: 8 czerwca 2009 - Wydawca: Virgin Records           | – | –  | –  | – | –  | – | –  | – |                                      |
| „–” pozycja nie była notowana. |                                                                               |   |    |    |   |    |   |    |   |                                      |

### Minialbumy
| 2007                           | Extended Play '07 - Data: 31 lipca 2007 - Wydawca: Virgin Records | –  | –  | –  | –  |
| 2012                           | B3 - Data: 15 października 2012 - Wydawca: Vertigo Records        | 65 | 66 | 25 | 39 |
| „–” pozycja nie była notowana. |                                                                   |    |    |    |    |

### Albumy koncertowe
| Rok  | Tytuł                            |
| ---- | -------------------------------- |
| 2006 | Live at La Cigale                |
| 2009 | iTunes Live: London Festival '09 |
| 2011 | Live At Angkor Wat               |
| 2015 | MTV Unplugged                    |

## Single
| Rok  | Tytuł                          | Najwyższa pozycja | Najwyższa pozycja | Najwyższa pozycja | Najwyższa pozycja | Najwyższa pozycja | Najwyższa pozycja | Najwyższa pozycja | Najwyższa pozycja | Najwyższa pozycja | Album                   |
| Rok  | Tytuł                          | UK                | USA               | FRA               | CHE               | NLD               | AUT               | BEL               | FIN               | AUS               | Album                   |
| ---- | ------------------------------ | ----------------- | ----------------- | ----------------- | ----------------- | ----------------- | ----------------- | ----------------- | ----------------- | ----------------- | ----------------------- |
| 1995 | „Bruise Pristine”              | 14                | –                 | –                 | –                 | –                 | –                 | –                 | –                 | –                 | Placebo                 |
| 1996 | „Come Home”                    | 103               | –                 | –                 | –                 | –                 | –                 | –                 | –                 | –                 | Placebo                 |
| 1996 | „36 Degrees”                   | 80                | –                 | –                 | –                 | –                 | –                 | –                 | –                 | –                 | Placebo                 |
| 1996 | „Teenage Angst”                | 30                | –                 | –                 | –                 | –                 | –                 | –                 | –                 | –                 | Placebo                 |
| 1997 | „Nancy Boy”                    | 4                 | –                 | –                 | –                 | –                 | –                 | –                 | –                 | –                 | Placebo                 |
| 1997 | „Bruise Pristine” (wznowienie) | 14                | –                 | –                 | –                 | –                 | –                 | –                 | –                 | –                 | Placebo                 |
| 1998 | „Pure Morning”                 | 4                 | 19                | –                 | –                 | 84                | –                 | –                 | –                 | 49                | Without You I’m Nothing |
| 1998 | „You Don’t Care About Us”      | 5                 | –                 | –                 | –                 | –                 | –                 | –                 | –                 | –                 | Without You I’m Nothing |
| 1999 | „Every You Every Me”           | 11                | –                 | –                 | –                 | –                 | –                 | –                 | –                 | 46                | Without You I’m Nothing |
| 1999 | „Without You I’m Nothing       | –                 | –                 | 79                | –                 | –                 | –                 | –                 | –                 | –                 | Without You I’m Nothing |
| 1999 | „Burger Queen Français”        | –                 | –                 | 78                | –                 | –                 | –                 | 13                | –                 | –                 | Without You I’m Nothing |
| 2000 | „Taste in Men”                 | 16                | –                 | 54                | –                 | –                 | –                 | –                 | –                 | –                 | Black Market Music      |
| 2000 | „Slave to the Wage”            | 19                | –                 | 63                | –                 | –                 | –                 | –                 | –                 | –                 | Black Market Music      |
| 2000 | „Special K”                    | –                 | –                 | 60                | –                 | –                 | –                 | –                 | –                 | 50                | Black Market Music      |
| 2001 | „Black Eyed”                   | –                 | –                 | –                 | –                 | –                 | –                 | –                 | –                 | –                 | Black Market Music      |
| 2003 | „The Bitter End”               | 12                | –                 | 31                | 53                | 96                | –                 | 15                | 19                | 47                | Sleeping with Ghosts    |
| 2003 | „This Picture”                 | 23                | –                 | 63                | –                 | –                 | –                 | –                 | –                 | –                 | Sleeping with Ghosts    |
| 2003 | „Special Needs”                | 27                | –                 | 67                | –                 | –                 | –                 | 18                | –                 | –                 | Sleeping with Ghosts    |
| 2004 | „English Summer Rain”          | 23                | –                 | –                 | 98                | –                 | –                 | –                 | –                 | –                 | Sleeping with Ghosts    |
| 2004 | „Twenty Years”                 | 18                | –                 | 54                | 50                | –                 | 59                | –                 | –                 | –                 | Once More with Feeling  |
| 2004 | „Protège-moi”                  | –                 | –                 | 18                | 26                | –                 | –                 | –                 | –                 | –                 | Once More with Feeling  |
| 2006 | „Because I Want You”           | 13                | –                 | –                 | –                 | –                 | –                 | –                 | –                 | –                 | Meds                    |
| 2006 | „Song to Say Goodbye”          | –                 | –                 | 41                | 38                | –                 | 44                | 49                | 8                 | 30                | Meds                    |
| 2006 | „Infra-Red”                    | 42                | 35                | –                 | –                 | –                 | –                 | –                 | –                 | –                 | Meds                    |
| 2006 | „Meds”                         | 35                | –                 | –                 | 78                | –                 | –                 | 12                | –                 | –                 | Meds                    |
| 2007 | „Running Up That Hill”         | 66                | –                 | –                 | –                 | –                 | –                 | –                 | –                 | 81                | Covers                  |
| 2009 | „For What It's Worth”          | 97                | –                 | 25                | 33                | –                 | 24                | 23                | –                 | 88                | Battle for the Sun      |
| 2009 | „The Never-Ending Why”         | –                 | –                 | –                 | –                 | –                 | –                 | 15                | –                 | –                 | Battle for the Sun      |
| 2009 | „Ashtray Heart”                | –                 | –                 | 44                | –                 | –                 | –                 | 15                | –                 | –                 | Battle for the Sun      |
| 2009 | „Bright Lights”                | –                 | –                 | –                 | –                 | –                 | –                 | –                 | –                 | –                 | Battle for the Sun      |
| 2013 | „Too Many Friends”             | –                 | –                 | –                 | –                 | –                 | –                 | –                 | –                 | –                 | Loud Like Love          |

## Wideografia
| Rok  | Tytuł                                          | Certyfikat       |
| ---- | ---------------------------------------------- | ---------------- |
| 2004 | Soulmates Never Die (Live in Paris 2003) (DVD) | GER: złota płyta |
| 2004 | Once More with Feeling: Videos 1996–2004 (DVD) |                  |
| 2006 | Meds (DVD)                                     |                  |
| 2011 | We Come in Pieces (DVD, Blu-ray)               |                  |

## Covery
- „Running Up That Hill” (Kate Bush)
- „Where Is My Mind?” (The Pixies)
- „I Feel You” (Depeche Mode)
- „Bigmouth Strikes Again” (The Smiths)
- „Holocaust” (Alex Chilton)
- „Daddy Cool” (Boney M)
- „Jackie” (Sinéad O’Connor)
- „20th Century Boy” (T. Rex)
- „Been Smoking Too Long” (Nick Drake)
- „The Ballad of Melody Nelson” (Serge Gainsbourg)
- „Johnny and Mary” (Robert Palmer)
- „Dark Globe” (Syd Barrett)
- „If Only Tonight We Could Sleep” (The Cure)
- „Wouldn’t It Be Good” (Nik Kershaw)

## Strony B
| Rok  | Singel                    | Strona B                                           |
| ---- | ------------------------- | -------------------------------------------------- |
| 1996 | „Come Home”               | „Drowning by Numbers”                              |
| 1996 | „Come Home”               | „Oxygen Thief” (utwór instrumentalny)              |
| 1996 | „Degrees”                 | „Dark Globe”                                       |
| 1996 | „Degrees”                 | „Hare Krishna” (utwór instrumentalny)              |
| 1996 | „Teenage Angst”           | „Been Smoking Too Long”                            |
| 1996 | „Teenage Angst”           | „Hug Bubble” (utwór instrumentalny)                |
| 1997 | „Nancy Boy”               | „Slackerbitch”                                     |
| 1997 | „Nancy Boy”               | „Bigmouth Strikes Again”                           |
| 1997 | „Nancy Boy”               | „Eyesight to the Blind”                            |
| 1997 | „Nancy Boy”               | „Hug Bubble” (Brad Wood Mix)                       |
| 1997 | „Nancy Boy”               | „Miss Moneypenny”                                  |
| 1997 | „Nancy Boy”               | „Swallow” (U-Sheen Mix)                            |
| 1997 | „Bruise Pristine”         | „Then The Clouds Will Open for Me”                 |
| 1997 | „Bruise Pristine”         | „Waiting for the Son of Man”                       |
| 1998 | „Pure Morning”            | „Mars Landing Party”                               |
| 1998 | „Pure Morning”            | „Leeloo” (utwór instrumentalny)                    |
| 1998 | „Pure Morning”            | „Needledick” (utwór instrumentalny)                |
| 1998 | „Pure Morning”            | „The Innocence of Sleep” (utwór instrumentalny)    |
| 1998 | „You Don’t Care About Us” | „20th Century Boy”                                 |
| 1998 | „You Don’t Care About Us” | „Ion” (utwór instrumentalny)                       |
| 1999 | „Burger Queen Français”   | „Aardvark” (utwór instrumentalny)                  |
| 2000 | „Taste in Men”            | „Theme from Funky Reverend” (utwór instrumentalny) |
| 2000 | „Taste in Men”            | „Johnny & Mary”                                    |
| 2000 | „Slave to the Wage”       | „Leni”                                             |
| 2000 | „Slave to the Wage”       | „Bubblegun”                                        |
| 2000 | „Slave to the Wage”       | „Holocaust”                                        |
| 2000 | „Special K”               | „Dub Psychosis” (utwór instrumentalny)             |
| 2000 | „Special K”               | „Little Mo”                                        |
| 2003 | „The Bitter End”          | „Daddy Cool”                                       |
| 2003 | „The Bitter End”          | „Evalia” (utwór instrumentalny)                    |
| 2003 | „The Bitter End”          | „Drink You Pretty”                                 |
| 2003 | „This Picture”            | „Soulmates”                                        |
| 2003 | „This Picture”            | „Where Is My Mind?”                                |
| 2003 | „This Picture”            | „Jackie”                                           |
| 2004 | „Twenty Years”            | „Detox Five” (utwór instrumentalny)                |
| 2006 | „Meds”                    | „Lazarus”                                          |
| 2006 | „Meds”                    | „UNEEDMEMORETHANINEEDU”                            |
| 2009 | „For What It's Worth”     | „Wouldn’t It Be Good”                              |
| 2009 | „Ashtray Heart”           | „Fuck U”                                           |
| 2009 | „Ashtray Heart”           | „Hardly Wait”                                      |
| 2009 | „The Never Ending Why”    | „Hardly Wait”                                      |

## Niepublikowane
- „2468”
- „Kangaroo Died”
- „Star Date 1804”
- „Paycheck”

## Utwory wykonane tylko na żywo
- „Kitsch Object”
- „Chelsea Hotel” (akustyczny cover utworu Leonarda Cohena)
- „All Apologies” (cover utworu Nirvany)
- „Five Years” (cover utworu Davida Bowiego)
- „Feel Good Hit of the Summer” (cover utworu Queens of the Stone Age)
- „Boys Don’t Cry” (wraz z Robertem Smithem) (cover utworu The Cure)
- „If Only Tonight We Could Sleep” (Placebo & The Cure) (cover utworu The Cure)
- „Bésame mucho” (cover utworu Consueli Velázquez)
- „Mercedes Benz” (cover utworu Janis Joplin)
- „Hurt” (cover utworu Nine Inch Nails)
- „Personal Jesus” (cover utworu Depeche Mode)